# Interfície vocal d'usuari

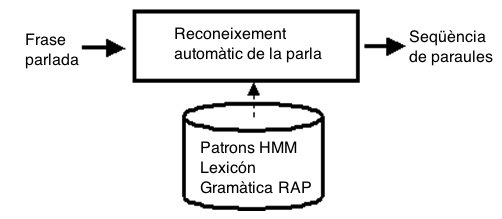
Diagrama de Blocs

Una interfície vocal d'usuari o interfície d'usuari per veu ( VUI ) permet la interacció humana parlada amb ordinadors, utilitzant el reconeixement de veu per entendre ordres parlades i respondre preguntes, utilitzant generalment l'ordinador la síntesi de text a veu per reproduir una resposta a l'usuari. Per extensió, un dispositiu de comandament per veu és un dispositiu controlat amb una interfície d'usuari de veu.
Els dispositius de comandament de veu més nous són independents de la veu de l'usuari, de manera que poden respondre a diverses veus, independentment de l'accent o les influències dialectals. També són capaços de respondre a diverses ordres alhora, separar missatges vocals i proporcionar un feedback adequat, imitant amb precisió una conversa natural.

## Descripció
Una VUI és la interfície de qualsevol aplicació de veu. Fa poc temps, controlar una màquina simplement parlant-hi només era possible a la ciència-ficció. Fins fa poc, aquesta àrea es considerava intel·ligència artificial. Tanmateix, els avenços en tecnologies com la conversió de text a veu, veu a text, processament de llenguatge natural i serveis al núvol van contribuir a l'adopció massiva d'aquest tipus d'interfícies. Les VUI s'han convertit en més habituals i la gent està aprofitant el valor que ofereixen aquestes interfícies mans lliures i sense ulls en moltes situacions.
Les VUI han de respondre a les entrades de manera fiable, o seran rebutjades i sovint ridiculitzades pels seus usuaris. Dissenyar una bona VUI requereix talents interdisciplinaris d'informàtica, lingüística i psicologia dels factors humans, totes elles habilitats cares i difícils d'aconseguir. Fins i tot amb eines de desenvolupament avançades, la construcció d'una VUI eficaç requereix una comprensió en profunditat tant de les tasques que s'han de realitzar, com del públic objectiu que utilitzarà el sistema final. Com més s'acosti la VUI al model mental de l'usuari de la tasca, més fàcil serà d'utilitzar-lo amb poca o cap formació, el que resultarà en una major eficiència i una major satisfacció de l'usuari.
Una VUI dissenyada per al públic en general hauria de posar èmfasi en la facilitat d'ús i proporcionar molta ajuda i orientació per a les persones que truquen per primera vegada. En canvi, una VUI dissenyada per a un grup reduït d' usuaris potents (inclosos els treballadors del servei de camp), hauria de centrar-se més en la productivitat i menys en l'ajuda i l'orientació. Aquestes aplicacions haurien d'agilitzar els fluxos de trucades, minimitzar les sol·licituds, eliminar les iteracions innecessàries i permetre elaborats " diàlegs d'iniciativa mixtos", que permetin als usuaris introduir diverses peces d'informació en una sola frase i en qualsevol ordre o combinació. En resum, les aplicacions de veu s'han de dissenyar amb cura per al procés de negoci específic que s'està automatitzant.
No tots els processos empresarials es fan igual de bé per a l'automatització de la parla. En general, com més complexes siguin les consultes i les transaccions, més difícil serà automatitzar-les i més probabilitats hi haurà de fracassar amb el públic en general. En alguns escenaris, l'automatització simplement no és aplicable, de manera que l'assistència d'agent en directe és l'única opció. Una línia directa d'assessorament legal, per exemple, seria molt difícil d'automatitzar. D'altra banda, la parla és perfecta per gestionar transaccions ràpides i rutinàries, com ara canviar l'estat d'una ordre de treball, completar una entrada de temps o despeses o transferir fons entre comptes.

## Aplicacions
S'han afegit interfícies d'usuari de veu als automòbils, sistemes domòtics, sistemes operatius d'ordinadors, electrodomèstics com rentadores i forns de microones i comandaments a distància de televisió. Són la forma principal d'interaccionar amb assistents virtuals en telèfons intel·ligents i altaveus intel·ligents. Els assistents automatitzats més antics (que encaminen les trucades telefòniques a l'extensió correcta) i els sistemes interactius de resposta de veu (que realitzen transaccions més complicades per telèfon) poden respondre a la pressió dels botons del teclat mitjançant tons DTMF, però els que tenen una interfície d'usuari de veu completa permeten als trucades. per pronunciar peticions i respostes sense haver de prémer cap botó.

## Història
Les primeres aplicacions per a VUI incloïen el marcatge activat per veu dels telèfons, ja sigui directament o mitjançant un auricular (normalment Bluetooth ) o un sistema d'àudio del vehicle.
L'any 2007, un article de negocis de la CNN va informar que el comandament de veu superava els mil milions de dòlars de la indústria i que empreses com Google i Apple estaven intentant crear funcions de reconeixement de veu. En els anys des que es va publicar l'article, el món ha estat testimoni de diversos dispositius de comandament de veu. A més, Google ha creat un motor de reconeixement de veu anomenat Pico TTS i Apple va llançar Siri. Els dispositius de comandament de veu estan cada cop més disponibles i sempre s'estan creant maneres innovadores d'utilitzar la veu humana. Per exemple, Business Week suggereix que el futur comandament a distància serà la veu humana. Actualment Xbox Live permet aquestes característiques i Jobs insinua aquesta característica al nou Apple TV.

## Programes de comandament de veu en dispositius informàtics
Tant Apple Mac com Windows PC proporcionen funcions de reconeixement de veu integrades per als seus sistemes operatius més recents.

### Microsoft Windows
Dos sistemes operatius de Microsoft, Windows 7 i Windows Vista, proporcionen capacitats de reconeixement de veu. Microsoft va integrar ordres de veu als seus sistemes operatius per proporcionar un mecanisme per a les persones que volen limitar l'ús del ratolí i el teclat, però encara volen mantenir o augmentar la seva productivitat general.

#### Windows Vista
Amb el control de veu de Windows Vista, un usuari pot dictar documents i correus electrònics a les aplicacions principals, iniciar i canviar entre aplicacions, controlar el sistema operatiu, formatar documents, desar documents, editar fitxers, corregir errors de manera eficient i omplir formularis al web. El programari de reconeixement de veu aprèn automàticament cada vegada que un usuari l'utilitza, i el reconeixement de veu està disponible en anglès (EUA), anglès (Regne Unit), alemany (Alemanya), francès (França), espanyol (Espanya), japonès, xinès (tradicional), i xinès (simplificat). A més, el programari inclou un tutorial interactiu, que es pot utilitzar per entrenar tant l'usuari com el motor de reconeixement de veu.

#### Windows 7
A més de totes les funcions proporcionades a Windows Vista, Windows 7 ofereix un assistent per configurar el micròfon i un tutorial sobre com utilitzar la funció.

#### Mac OS X
Tots els ordinadors Mac OS X vénen preinstal·lats amb el programari de reconeixement de veu. El programari és independent de l'usuari i permet a l'usuari "navegar pels menús i introduir dreceres de teclat; pronunciar noms de caselles de selecció, noms de botons de ràdio, elements de llista i noms de botons; i obrir, tancar, controlar i canviar entre aplicacions. " Tanmateix, el lloc web d'Apple recomana a un usuari comprar un producte comercial anomenat Dictate.

### Productes comercials
Si un usuari no està satisfet amb el programari de reconeixement de veu integrat o un usuari no té un programari de reconeixement de veu integrat per al seu sistema operatiu, llavors un usuari pot experimentar amb un producte comercial com Braina Pro o DragonNaturallySpeaking per a ordinadors Windows, i Dictate, el nom del mateix programari per a Mac OS.

## Dispositius mòbils de comandament de veu
Qualsevol dispositiu mòbil amb sistema operatiu Android, Microsoft Windows Phone, iOS 9 o posterior o Blackberry OS ofereix capacitats d'ordres de veu. A més del programari de reconeixement de veu integrat per al sistema operatiu de cada telèfon mòbil, un usuari pot descarregar aplicacions d'ordres de veu de tercers des de la botiga d'aplicacions de cada sistema operatiu: Apple App Store, Google Play, Windows Phone Marketplace (inicialment Windows Marketplace for Mobile ), o BlackBerry App World.

### SO Android
Google ha desenvolupat un sistema operatiu de codi obert anomenat Android, que permet a un usuari realitzar ordres de veu com ara: enviar missatges de text, escoltar música, obtenir indicacions, trucar a empreses, trucar a contactes, enviar correus electrònics, veure un mapa, anar a llocs web, escriviu una nota i cerqueu a Google. El programari de reconeixement de veu està disponible per a tots els dispositius des d'Android 2.2 "Froyo", però la configuració s'ha de configurar en anglès. Google permet que l'usuari canviï l'idioma, i quan fa servir per primera vegada la funció de reconeixement de veu se li demana si vol que les seves dades de veu s'adjuntin al seu compte de Google. Si un usuari decideix optar per aquest servei, permet a Google entrenar el programari a la veu de l'usuari.
Google va presentar l'Assistent de Google amb Android 7.0 "Nougat". És molt més avançat que la versió anterior.
Amazon.com té l'Echo que utilitza la versió personalitzada d'Android d'Amazon per proporcionar una interfície de veu.

### Microsoft Windows
Windows Phone és el sistema operatiu del dispositiu mòbil de Microsoft. A Windows Phone 7.5, l'aplicació de veu és independent de l'usuari i es pot utilitzar per: trucar a algú de la vostra llista de contactes, trucar a qualsevol número de telèfon, tornar a marcar l'últim número, enviar un missatge de text, trucar al vostre correu de veu, obrir una aplicació, llegir cites., consulteu l'estat del telèfon i cerqueu al web. A més, també es pot utilitzar la veu durant una trucada telefònica i durant una trucada telefònica es poden fer les accions següents: prémer un número, encendre l'altaveu o trucar a algú, la qual cosa posa la trucada actual en espera.
Windows 10 presenta Cortana, un sistema de control de veu que substitueix el control de veu utilitzat anteriorment als telèfons Windows.

### iOS
Apple va afegir Voice Control a la seva família de dispositius iOS com una nova característica de l'iPhone OS 3. L' iPhone 4S, l'iPad 3, l'iPad Mini 1G, l'iPad Air, l'iPad Pro 1G, l'iPod Touch 5G i posteriors, tots inclouen un assistent de veu més avançat anomenat Siri. El control per veu encara es pot activar mitjançant el menú Configuració dels dispositius més nous. Siri és una funció de reconeixement de veu integrada independent de l'usuari que permet a l'usuari emetre ordres de veu. Amb l'ajuda de Siri, un usuari pot emetre ordres com ara enviar un missatge de text, comprovar el temps, establir un recordatori, trobar informació, programar reunions, enviar un correu electrònic, trobar un contacte, configurar una alarma, obtenir indicacions, fer un seguiment de les vostres accions, configureu un temporitzador i demaneu exemples de consultes d'ordres de veu de mostra. A més, Siri funciona amb auriculars Bluetooth i amb cable.
Apple va presentar Personal Voice com a funció d'accessibilitat a iOS 17, llançat el 18 de setembre de 2023. Aquesta funció permet als usuaris crear una versió personalitzada de la seva veu generada per aprenentatge automàtic (IA) per utilitzar-la en aplicacions de text a veu. Dissenyat especialment per a persones amb problemes de parla, Personal Voice ajuda a preservar el so únic de la veu d'un usuari. Millora Siri i altres eines d'accessibilitat proporcionant una experiència d'usuari més personalitzada i inclusiva. Personal Voice reflecteix el compromís constant d'Apple amb l'accessibilitat i la innovació.

### Amazon Alexa
El 2014 Amazon va presentar el dispositiu domèstic intel·ligent Alexa. El seu propòsit principal era només un altaveu intel·ligent, que permetia al consumidor controlar el dispositiu amb la seva veu. Finalment, es va convertir en un dispositiu de novetat que tenia la capacitat de controlar els electrodomèstics amb veu. Ara gairebé tots els aparells es poden controlar amb Alexa, incloses les bombetes i la temperatura. En permetre el control per veu, Alexa es pot connectar a la tecnologia de la llar intel·ligent que us permet tancar la vostra casa, controlar la temperatura i activar diversos dispositius. Aquesta forma d'IA permet que algú simplement li faci una pregunta i, com a resposta, l'Alexa cerca, troba i et recita la resposta.

## Interfície per veu en cotxes
A mesura que millori la tecnologia dels cotxes, s'afegiran més funcions als cotxes i aquestes funcions podrien distreure el conductor. Les ordres de veu per als cotxes, segons CNET, haurien de permetre que un conductor emeti ordres i no es distregui. CNET va afirmar que Nuance estava suggerint que en el futur crearien un programari que s'assemblaria a Siri, però per a cotxes. La majoria del programari de reconeixement de veu al mercat el 2011 només tenia entre 50 i 60 ordres de veu, però Ford Sync en tenia 10.000. Tanmateix, CNET va suggerir que fins i tot 10.000 ordres de veu no eren suficients donada la complexitat i la varietat de tasques que un usuari pot voler fer mentre condueix. L'ordre de veu per als cotxes és diferent de l'ordre de veu per a telèfons mòbils i ordinadors perquè un conductor pot utilitzar la funció per cercar restaurants propers, cercar gasolina, indicacions per conduir, condicions de la carretera i la ubicació de l'hotel més proper. Actualment, la tecnologia permet al conductor emetre ordres de veu tant en un GPS portàtil com un Garmin com en un sistema de navegació del fabricant d'automòbils.
Llista de sistemes de comandament de veu proporcionats pels fabricants de motors:
- Ford Sync
- Lexus Voice Command
- Chrysler UConnect
- Honda Accord
- GM IntelliLink
- BMW
- Mercedes
- Pioneer
- Harman
- Hyundai

## Entrada no verbal
Tot i que la majoria de les interfícies d'usuari de veu estan dissenyades per donar suport a la interacció mitjançant el llenguatge humà parlat, també hi ha hagut exploracions recents en el disseny d'interfícies prenen com a entrada sons humans no verbals. En aquests sistemes, l'usuari controla la interfície emetent sons que no són de parla, com ara tararear, xiular o bufar en un micròfon.
Un exemple d'interfície d'usuari de veu no verbal és Blendie, una instal·lació artística interactiva creada per Kelly Dobson. La peça incloïa una batedora clàssica de la dècada de 1950 que es va adaptar per respondre a l'entrada del micròfon. Per controlar la batedora, l'usuari ha d'imitar els sons mecànics que fa típicament una batedora: la batedora girarà lentament en resposta al grunyit agut de l'usuari i augmentarà la velocitat a mesura que l'usuari fa sons vocals aguts.
Un altre exemple és VoiceDraw, un sistema de recerca que permet dibuixar digitalment per a persones amb capacitats motrius limitades. VoiceDraw permet als usuaris "pintar" traços en un llenç digital modulant els sons de les vocals, que s'assignen a les direccions del pinzell. La modulació d'altres característiques paralingüístiques (per exemple, la sonoritat de la seva veu) permet a l'usuari controlar diferents característiques del dibuix, com ara el gruix de la pinzellada.
Altres enfocaments inclouen l'adopció de sons no verbals per augmentar les interfícies tàctils (per exemple, en un telèfon mòbil) per donar suport a nous tipus de gestos que no serien possibles només amb la introducció dels dits.

## Reptes de disseny
Les interfícies de veu plantegen un nombre substancial de reptes per a la usabilitat. A diferència de les interfícies gràfiques d'usuari (GUI), les millors pràctiques per al disseny d'interfícies de veu encara són emergents.

### Descobribilitat
Amb la interacció purament basada en àudio, les interfícies d'usuari de veu tendeixen a patir una poca descoberta: és difícil que els usuaris entenguin l'abast de les capacitats d'un sistema. Perquè el sistema transmeti el que és possible sense una pantalla visual, caldria enumerar les opcions disponibles, que poden arribar a ser tediosos o inviables. La baixa capacitat de descoberta sovint fa que els usuaris informin de confusió sobre el que se'ls "autoritza" dir, o d'un desajust en les expectatives sobre l'amplitud de la comprensió d'un sistema.

### Transcripció
Tot i que la tecnologia de reconeixement de veu ha millorat considerablement en els darrers anys, les interfícies d'usuari de veu encara pateixen errors d'anàlisi o transcripció en què la parla d'un usuari no s'interpreta correctament. Aquests errors solen ser especialment freqüents quan el contingut del discurs utilitza vocabulari tècnic (per exemple, terminologia mèdica) o grafies no convencionals, com ara noms d'artistes musicals o cançons.

### Comprensió
El disseny eficaç de sistemes per maximitzar la comprensió conversacional segueix sent una àrea oberta de recerca. Les interfícies d'usuari de veu que interpreten i gestionen l'estat de conversa són difícils de dissenyar a causa de la dificultat inherent d'integrar tasques complexes de processament del llenguatge natural com la resolució de correferència, el reconeixement d'entitats amb nom, la recuperació d'informació i la gestió de diàlegs. La majoria dels assistents de veu d'avui són capaços d'executar ordres individuals molt bé, però limitades en la seva capacitat per gestionar el diàleg més enllà d'una tasca limitada o un parell de torns en una conversa.

## Implicacions de privadesa
Les preocupacions de privadesa sorgeixen pel fet que les ordres de veu estan disponibles per als proveïdors d'interfícies d'usuari de veu en forma no xifrada i, per tant, es poden compartir amb tercers i processar-se de manera no autoritzada o inesperada. A més del contingut lingüístic de la parla gravada, la forma d'expressió i les característiques de la veu d'un usuari poden contenir implícitament informació sobre la seva identitat biomètrica, trets de personalitat, forma corporal, estat de salut física i mental, sexe, gènere, estats d'ànim i emocions, estat socioeconòmic. i origen geogràfic.